# Estamos bien
«Estamos bien» es una canción del cantante puertorriqueño Bad Bunny. La canción se estrenó por Rimas Entertainment el 28 de junio de 2018, como el primer sencillo de su primer álbum de estudio X 100pre (2018). Fue escrita por Benito Martínez e Ismael Flores, bajo la producción de Tainy y La Paciencia.

## Antecedentes
Bad Bunny había desaparecido de las redes sociales por un tiempo cuando estaba abrumado por su repentino ascenso a la fama. Las vistas de sus vídeos en YouTube fueron de siete mil millones en 2018. Cuando sus fanáticos se preguntaron cómo estaba, respondió con Estamos Bien , una canción que decía: «Estamos bien».
La revista Rolling Stone lo llamó «dicha electro-psicológica». En la canción, Bad Bunny describe estar bien, y que todos estamos bien y todos los míos están bien. La letra menciona una gran tormenta de lluvia, a partir de la nada, y ese poder no ha sido restaurado en su hogar. Dedicó la canción a las víctimas del huracán María cuando hizo su primera aparición en la televisión estadounidense en The Tonight Show, protagonizada por Jimmy Fallon, diciendo: «3.000 personas murieron en el huracán María y Donald Trump está en negación». Luego, mientras un clip del huracán María golpeando la isla que se escuchaba en una pantalla detrás de él, comenzó a cantar "estamos bien, todo está bien, no hay nada malo aquí, con o sin billetes de cien, estamos bien"(en inglés "estamos bien, todo está bien, no hay nada malo aquí, con o sin billetes de cien dólares, estamos bien").

## Vídeo musical
El vídeo de «Estamos bien» se lanzó el 28 de junio de 2018 en el canal de YouTube de Bad Bunny. Para abril de 2019, el video musical de la canción había recibido más de 300 millones de visitas. En el vídeo, se ve a Bad Bunny disfrutando de su tiempo con amigos y pinta sus uñas de color púrpura y se las seca, cuestionando las expectativas masculinas tradicionales.

## Posicionamiento en listas
| Listas (2018)                         | Mejor posición |
| ------------------------------------- | -------------- |
| Argentina (Argentina Hot 100)         | 93             |
| España (PROMUSICAE)                   | 25             |
| Estados Unidos (Hot Latin Songs)      | 13             |
| República Dominicana (Monitor Latino) | 13             |

## Certificaciones
| País (organismo certificador) | Certificación      | Unidades certificadas |
| ----------------------------- | ------------------ | --------------------- |
| España (PROMUSICAE)           | Platino            | 40 000                |
| Estados Unidos (RIAA)         | 3x platino (latin) | 180 000               |